# Piers Island
Piers Island är en ö i Kanada.   Den ligger i Capital Regional District och provinsen British Columbia, i den södra delen av landet, 3 600 km väster om huvudstaden Ottawa. Arean är 1,1 kvadratkilometer.
Terrängen på Piers Island är platt. Öns högsta punkt är 48 meter över havet. Den sträcker sig 1,2 kilometer i nord-sydlig riktning, och 1,4 kilometer i öst-västlig riktning.